# Přemysl Sobotka

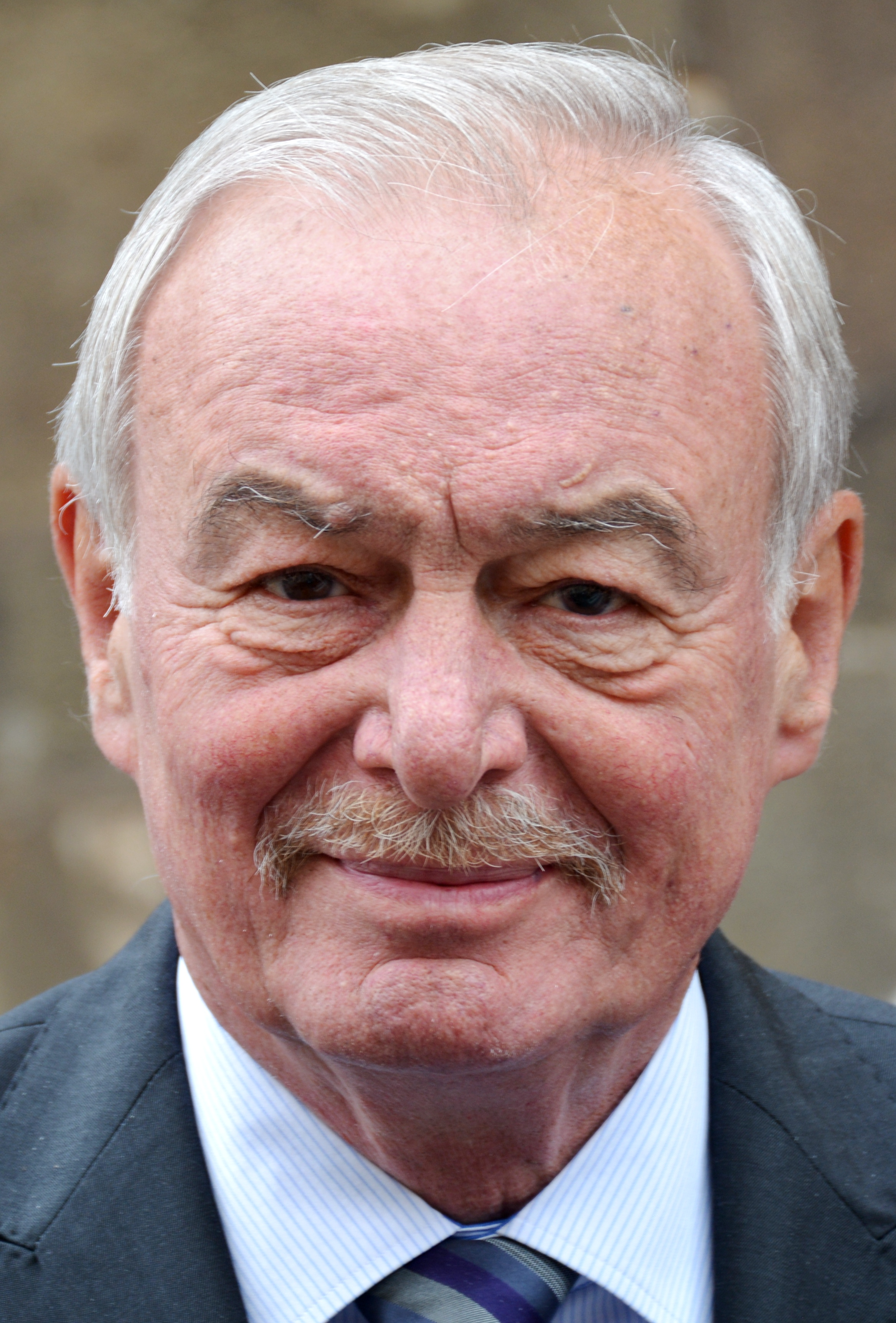
Přemysl Sobotka (2015)

Přemysl Sobotka (* 18. Mai 1944 in Mladá Boleslav) ist ein tschechischer Politiker und Arzt. Er war Präsident des Senats der Tschechischen Republik.
Nach einem Studium für Allgemeinmedizin an der Karls-Universität Prag begann Sobotka seine berufliche Laufbahn in der chirurgischen Abteilung des Krankenhauses im nordböhmischen Liberec, von wo er dann nach zwei Jahren in die Röntgenabteilung wechselte. Dort verbrachte er den Rest seines Berufslebens. Während der Samtenen Revolution ab Ende 1989 begann er sich in Liberec für das Bürgerforum zu engagieren, aus dem dann die national-konservative und wirtschaftsliberale Partei ODS (Demokratische Bürgerpartei) hervorging, der er angehört. Von 1990 bis 1996 war er im Stadtrat von Liberec.
1996 wurde Sobotka erstmals in die zweite Kammer des tschechischen Parlaments, den Senat, gewählt, dem er bis 2016 angehörte. Von 2004 bis 2008 war er Präsident des Senats, davor und danach mehrfach Vizepräsident. Im September 2011 kündigte er an, in Nachfolge für seinen Parteikollegen Václav Klaus für das Amt des tschechischen Präsidenten kandidieren zu wollen. In einem parteiinternen Auswahlverfahren setzte er sich mit 61 % zu 39 % der an der Wahl teilnehmenden ODS-Mitglieder gegen den Europaabgeordneten Evžen Tošenovský als Kandidat der größten tschechischen Regierungspartei durch. Bei den Präsidentenwahlen im Januar 2013 erhielt Sobotka jedoch mit nur 2,46 % der Stimmen das zweitschlechteste Ergebnis aller Kandidaten und schied daher bereits nach der ersten Runde aus.
Sobotka ist in zweiter Ehe verheiratet. Aus erster Ehe hat er zwei Töchter (Věra und Martina). In zweiter Ehe ist er mit der ehemaligen Krankenschwester Radmila verheiratet, die einen Stiefsohn Prokop mit in die Ehe brachte. Als seine Freizeitinteressen werden Volleyball und Bergsteigen genannt.